# Тампонада срца
Тампонада срца (понекад и перикардијална тампонада) је поремећај у функцији перикардијума (срчане кесе) који се испољава сметњама у дијастолном пуњењу срца, због накупљања течности у перикардној шупљини и пораста интраперикардног притиска.
Перикард, срчана кеса (марамица) је фиброеластична двослојна кеса, сачињена од висцералног и паријеталног слоја, раздвојених перикардијалним простором, и налази се у средишњем делу грудног коша око срца. У здравих особа, перикардијална шупљина садржи 15 до 50 ml (бледоружичастог) ултрафилтрата крвне плазме који спречава појаву трења у току покрета срца. Улога перикарда је да штити срце од инфекција и спољашњих и унуташњих утицаја, држи срце у стабилном положају и спречава прекомерно ширење срчаних комора, што све заједно обезбеђује његово ефикасно функционисање. 

## Етиологија
Тампонада срца настаје као последица накупљања течности и пораста интракардијалног притиска, који отежава срчану функцију пумпања крви, и изазвана је дејством бројних узрока;
- Ексудативни перикардитис; могу изазвати туберкулоза плућа, вирусне инфекције, тумори, уремија, примена антикоагулантне терапије итд.
- Трауматска оштећења срца; која доводе до хемоперикарда (накупљање крви у перикардној шупљини), најчешће се јављају код убодних рана срца или крвних судова, повреда изазваних тупином механичког оруђа, јатрогених оштећења у току инвазивних дијагностичких метода и терапијских поступака (катетеризације срца, ангиографије, увођења електрода и пласирање пејсмејкера итд).
- Руптура зида срца као последица акутног инфаркта срца
- Руптура аорте у перикардну шупљину; код дисекантне анеуризме грудне аорте.

## Патофизиологија
Накупљање течности у перикардној шупљини, ремети нормалну активност срца тј. нормално ширење његових шупљина, што директно умањује ударни и минутни волумен срца. У почетку поремећаја, пада само ударни волумен, док се минутни волумен одржава уз помоћ компензаторних механизама организма (убрзаног рада срца-тахикардије). Артеријски притисак, у почетној фази тампонаде, одржава периферна вазоконстрикција (сужење) крвних судова, а касније притисак нагло пада.
Једино побољшање венског пуњења десне преткоморе и коморе догађа се у инспирујуму када се интраперикардијални притисак и притисак десне преткоморе смањује. Десна комора може се ширити на рачун леве коморе избочавањем међукоморске преграде улево чиме се смањује дијастолно пуњење леве коморе.
Патофизиолошке промене у току тампонаде срца карактеришу се следећим хемодинамским поремећајима у организму;
- Пораст притиска у перикардној шупљини доводи до пораста притиска у шупљини десне коморе, десне преткоморе и великим шупљим венама.
- Настаје пад ударног а затим и минутног волумена срца.
- Број срчаних откуцаја стално расте.
- На периферији кардиоваскуларног система долази до пада крвног притиска (најчешће систолног), успореног тока циркулације и постепеног развоја хипоксије.

Тежина наведених хемодинамских промена, а са њима и тежина клиничке слике зависи првенствено од следећих фактора;
- количине течности у перикарду,
- брзине накупљања течности,
- еластичности перикарда.

Акутна тампонада срца (хемиперикард) већ код накупљања око 100 ml течности изазива смрт, док код хроничних случајева, због лаганог накупљања излива, организам може дуже време толерисати притисак и знатно веће количине течности (и до 1 литра).

## Клиничка слика
Акутни облик
Акутна форма тампонаде срца обично почиње нагло са;
- тупим притиском или болом иза грудне кости,
- израженом диспнејом која је заједно са тахипнејом (убрзано дисање) водећи симптом болести,
- сумаглицом пред очима,
- краткотрајни губитак свести (синкопа) након устајања, напрезања или код наглон удаха ваздуха,
- стање свести често је поремећено и варира од ступора до немира и агитираности,
- набрекле вене на врату.
- кожа је хладна, влажна, бледо-сивог изгледа, често са цијанозом,

Опште стање болесника се прогресивно погоршава, и у већини случајева, ако се не дијагностикује на време и не лечи адекватно, завршава се ануријом и знацима шока у терминалној фази, који може окончати смртним исходом.
Хронични облик
Хронична форма тампонаде срца, карактерише се;
- споријим током развоја симптома,
- топлом кожом,
- очуваном свешћу,
- нормалним измокравањем (диурезом), али са знацима увећања јетре (хепатомегалија)и хепатојугуларним рефлуксом.[2]

## Дијагностика

#### Анамнеза
У анамнези болесник најчешће наводи постојање основне болести; перикардитиса или примена антикоагулантне терапије. 

#### Физикални преглед
Физикалним прегледом открива се следећи клинички тријас симптома;
1. Артеријска хипотензија, — парћена убрзаним и једва чујним или нечујним радом срца.
2. Венски застој у великом крвотоку, — препознаје се по набреклим вратним венама и застојем у јетри. Ако је извршена компресија на горњу шупљу вену, јавља се оток врата и лица уз плаветнило (цијанозу) усана.
3. Парадоксални пулс (лат. pulsus paradoxus) — карактеристичан и увек присутан знак, мада се он може наћи и код констриктивног перикардитиса (лат. pericarditis constrictiva)
Поред горенаведених знакова и симптома, код хроничне форме тампонаде срца, присутна је спленомегалија (увећање јетре) и значајно увећање силуете срца.
Аускултација
Аускултацијом уз помоћ стетскопа могу се чути две врсте шума: шум перикардног трења и хидропнеумоперикардни шум.
Шум перикардног трења — чује се у ситоли и дијастоли, синхроно са радом срца, најбоље у трећем и четвртом међуребарном простору уз леву ивицу грудне кости. Звук перикардног трења је груб звук, у виду гребања или шкрипања, и чује се на великом простору предсрчаног предела. Ова врста шумова настаје у току разних инфекција, бубрежне инсуфицијенције (уремије), након свежег инфаркта срца, и других поремећаја који су прећени стварањем фибринских наслага на листовим перикарда, и својим међусобним трењем стварају шумове.
Хидропнеумоперикардни шум — манифестује се појавом звука сличног бућкању. Звук је металног призвука и сличан је звуку који се јавља код хидропнеумоторакса. Овај звук настаје код накупљања течности (перикардијални излив) или гноја у срчаној кеси, најчешће након повреда, обично оружјем
Перкусија
Код већих излива и тампонаде срца, добија се потмуо звук са проширеним перкуторним границама срца. Срчана тмулост има облик троугла када болесник седи или стоји. Врх троугла срчане тмулости (код израженог излива) налази се у другом међуребарном простору. Срчана тмулост се протеже надоле до шестог међуребарног простора и са горњом границом јетре гради туп угао. 
Граница релативне тмулости срца се изједначава са границом апсолутне тмулости, јер растегнута срчана кеса потискује плућа.

#### Дијагностичке методе[3][4][3]
| Метода                     | Налаз |
| Рендген срца и плућа       | - Перикардијални излив приказује проширења срчане сенке (ако излив прелази 500 ml) која добија изглед крушке, застој у плућима (дискретан плурални излив јавља се у 1/4 случајева), проширење силуете великих крвних судова срца (или оне потпуно недостају. - Након пункције перикардног излива ствара се пнеумоперикард (појава ваздуха) |
| Електрокардиограм          | - Приказује промене уобичајеног ритма срца који могу да укажу перикардитис. У око 60 - 80 процента, болесника са перикардитисом, срчани ритам је измењен у свим облицима запаљењског пертикардитиса. - Најчешће испољавање промена је у конвексној елевацији С-Т сегмента у стандардним и другим деривацијама, коју прати ниска волтажа. Ова слика је обично краткотрајна и не прати је слика у огледалу као код коронарне болести. - Промене у виду инверзног Т-таласа присутне су знатно дуже. |
| Ехокардиографија           | - Приказује функције срца и евентуално присуство течности око срца (манифестује се раздвајањем простора око срца). - Ехокардиографски одвајање слојева епикарда око срца, може да се открије, када количина течности око срца прелази 15-35 ml- Величина излива према (ехо слободном простору у милиметрима (мм) у дијастоли) дели се на; - мали излив до 10 - умерени излив од 10 до 20 ) - велики излив изнад 20 , - велики излив са компресијом срца изнад 20 . - Недостатак раздвајања не елиминише накупљање течности ако је количина излива мала. |
| MR-томографија CT- томографија | - Приказује вишак течности у перикардијуму. - Приказује знаке запаљењског процеса око срца, које прати задебљање перикарда и знаци компресије срца. |
| Катетеризација срца        | - Пружа информације о притисцима који владају у шупљинама срца у току њиховог пуњења, чиме се потврђује дијагноза констриктивног облика перикардитиса. |
| Лабораторијске анализе     | - Примењују се у диференцијалној дијагнози тампонаде срца код срчаних напада и за утврђивање основног узрочника перикардитиса. - Најчешћи налаз је убрзана седиментација еризтроцита, леукоцитоза са полиморфонуклеарним леукоцитима и увећане вредности -реактивног протеина (CK) (као маркера запаљења), среће се код хроничне тампонаде срца као последица инфективног перикардитиса. Ако се ради о акутном трауми (повреди) или дисекцији аорте лабораторијски налази су у границама нормале. - Код примене антикоагулантне терапије факторин коагулације крви су значајно измењени. - Други лабораторијски тестови могу се користити у дијагностици перикардитиса изазваног аутоимуним болестима. |

## Диференцијална дијагноза[15]
• Дисекција аорте • Болести јетре • Асимптоматски констриктивни перикардитис

## Терапија
Како је код тампонаде срца клиничка слика тешка, а развој болести брз уз непрекидно погоршање стања болесника, лечење мора започети одмах након брзе и благовремене дијагностике, и сатоји се од;
Примена кисеоника
Преко кисеоничке маске или носне каниле, ординира се нормобарични кисеоник са протоком од 5 до 10 лит./мин.
Пункција перикарда  (перикардиоцентеза)
Најчешћа је и најефикаснија мера у аутној тампонади срца, ако количина присутне течности угрожава живот болесника. Њен циљ је уклањање течности, из које се након прегледа може често установити и узрок тампонаде. Место пункције одређује се након рендген снимања, а све време у току пункције ЕКГ снимањем прати се рад срца. После пункције монитором се прате витални параметри болесника извесно време након пункције. Према индикацијама након пункције болеснику се може уградити дренажни катетер (3 ± 2 дана, у рапону 1-13 дана) јер су истраживања показала да је стопа рецидива (6% до 23%) нижа него у болесника код којих катетер није примењен.
Остала симптоматска терапија
Остала симптоматска терапија заснива се на:
- примена лекова за нормализацију крвног притиска,
- инфузија парентералних раствора (300 до 500 ml изотоничног раствора електролита), током 10 до 20 мин., која се наставља у интервалима и количини завсно од стања болесника и промена крвног притиска,
- примена периферних аналептика, плазма експандера или трансфузија крви.
- престанак примене антикоагулантне терапије (ако је она узрок тампонаде),
- примена антибиотика, туберкулостатика, кортикостероида,

Не препоручује се примена диуретика и лекова за смањење венског притиска (нитрата).
Етиолошка терапија
Ова врста терапије примењује се након потпуног разјашњења узрока болести и усмерава се ка лечењу примарне болести, чија је компликација тампонада срца. Малигни процеси захтевају хируршко лечење интраперицардиалних процеса, Хируршки приступ се препоручује само код болесника са хроничним веома велика излива код којих се више пута понавља перикардиоцентеза или интраперикардијална терапија није била успешна.